# C. Wilfred Arnold
C. Wilfred Arnold, de son vrai nom Charles Wilfred Arnold, est un directeur artistique britannique né le 12 février 1903 à Ormskirk (Angleterre) et mort le 9 juin 1970 à Harrow (Angleterre).

## Filmographie sélective
- 1927 : Le Ring d'Alfred Hitchcock
- 1927 : Les Cheveux d'or d'Alfred Hitchcock
- 1928 : Champagne d'Alfred Hitchcock
- 1928 : Laquelle des trois ? d'Alfred Hitchcock
- 1929 : Chantage d'Alfred Hitchcock
- 1929 : The Manxman d'Alfred Hitchcock
- 1931 : À l'est de Shanghaï d'Alfred Hitchcock
- 1932 : Numéro dix-sept d'Alfred Hitchcock
- 1939 : The Silent Battle de Herbert Mason
- 1954 : Impulse de Cy Endfield